# Lijst van afleveringen van Bleach
Dit is een lijst met Bleach afleveringen. Er worden nog steeds nieuwe afleveringen gemaakt en uitgezonden op de Japanse en Amerikaanse televisie. Op basis van een gebeurtenis of het verloop in het verhaal zijn afleveringen samengebracht. Alle afleveringen van Bount, 64 tot en met 91, van Bount valt Seireitei aan, 92 tot en met 109, van De nieuwe kapitein Shūsuke Amagai, 168 tot en met 189, en van Zanpakutō's onbekende verhaal, 230 tot 255,en Seizoen 13, 256 tot 265, hebben geen waarde voor het verhaal over Bleach. Ze zijn gemaakt en uitgezonden om de manga een voorsprong te geven op de anime. Dit wordt ook wel een filler arc genoemd.
Deze lijst komt veel overheen met die van de Engelse Wikipedia.
Engelse benamingen met daaronder de originele Japanse naam in het cursief.

## Lijst van de afleveringen

### Seizoen 1: De invaller (2004–2005)
| Nummer | Benaming                                                                                              | Originele uitzending | Engelse uitzending |
| 1      | The Day I Became a Shinigami "Shinigami ni natchatta hi" (死神になっちゃった日)                       | 5 oktober 2004       | 8 september 2006   |
| 2      | The Shinigami's Work "Shinigami no oshigoto" (死神のお仕事)                                           | 12 oktober 2004      | 15 september 2006  |
| 3      | The Older Brother's Wish, The Younger Sister's Wish "Ani no omoi, imōto no omoi" (兄の想い、妹の想い) | 19 oktober 2004      | 22 september 2006  |
| 4      | Cursed Parakeet "Noroi no inko" (呪いのインコ)                                                        | 26 oktober 2004      | 29 september 2006  |
| 5      | Beat the Invisible Enemy! "Mienai teki o nagure!" ( 見えない敵を殴れ!)                                | 2 november 2004      | 6 oktober 2006     |
| 6      | Fight to the Death! Ichigo vs. Ichigo "Shitō! Ichigo vs Ichigo" (死闘!一護VSイチゴ)                   | 9 november 2004      | 13 oktober 2006    |
| 7      | Greetings from a Stuffed Lion "Nuigurumi kara KONnichiwa" (ぬいぐるみからコンにちは)                  | 16 november 2004     | 20 oktober 2006    |
| 8      | June 17, Memories in the Rain "Roku gatsu jū shichi nichi, ame no kioku" (6月17日、雨の記憶)          | 23 november 2004     | 27 oktober 2006    |
| 9      | Unbeatable Enemy "Taosenai teki" (倒せない敵)                                                         | 30 november 2004     | 3 november 2006    |
| 10     | Assault on Trip at Sacred Ground! "Burari reijō totsugeki no tabi!" (ぶらり霊場突撃の旅!)             | 7 december 2004      | 10 november 2006   |
| 11     | The Legendary Quincy "Densetsu no Kuinshī" (伝説のクインシー)                                         | 14 december 2004     | 17 november 2006   |
| 12     | A Gentle Right Arm "Yasashii migiude" (やさしい右腕 )                                                 | 21 december 2004     | 24 november 2006   |
| 13     | Flower and Hollow "Hana to horō" (花とホロウ)                                                         | 28 december 2004     | 1 december 2006    |
| 14     | Back to Back, a Fight to the Death! "Senaka awase no shitō!" (背中合わせの死闘!)                      | 11 januari 2005      | 8 december 2006    |
| 15     | Kon's Great Plan "Kon no UHAUHA daisakusen" (コンのウハウハ大作戦)                                    | 18 januari 2005      | 15 december 2006   |
| 16     | The Encounter, Abarai Renji! "Abarai Renji, kenzan!" (阿散井恋次、見参!)                              | 25 januari 2005      | 22 december 2006   |
| 17     | Ichigo Dies! "Ichigo, shisu!" (一護、死す!)                                                           | 1 februari 2005      | 5 januari 2007     |
| 18     | Reclaims! The Power of the Shinigami "Torimodose! Shinigami no chikara!" (取り戻せ! 死神の力!)        | 8 februari 2005      | 12 januari 2007    |
| 19     | Ichigo Becomes a Hollow! "Ichigo, horō ni ochiru!" (一護、ホロウに墜ちる!)                            | 15 februari 2005     | 19 januari 2007    |
| 20     | Ichimaru Gin's Shadow "Ichimaru Gin no kage" (市丸ギンの影)                                           | 22 februari 2005     | 26 januari 2007    |

### Seizoen 2: Zielen Gemeenschap (Soul Society): Entree/Binnengang (2005)
| Nummer | Benaming                                                                                                  | Originele uitzending | Engelse uitzending |
| 21     | Enter! The World of the Shinigami "Totsunyū! Shinigami no sekai" (突入!死神の世界)                        | 1 maart 2005         | 2 februari 2007    |
| 22     | The Man who Hates Shinigami "Shinigami o nikumu otoko" (死神を憎む男)                                     | 8 maart 2005         | 9 februari 2007    |
| 23     | 14 Days Before Rukia's Execution "Rukia shokei, jūyokka mae" (ルキア処刑、14日前)                         | 15 maart 2005        | 16 februari 2007   |
| 24     | Assemble! The 13 Divisions "Kesshū! Gotei jūsantai" (結集!護廷13隊)                                       | 22 maart 2005        | 23 februari 2007   |
| 25     | Penetrate the Center with an Enormous Bombshell? "Kyodai hōdan de chūō toppa?" (巨大砲弾で中央突破?)      | 29 maart 2005        | 2 maart 2007       |
| 26     | Formation! The Worst Tag "Kessei! Saiaku no taggu" (結成! 最悪のタッグ)                                   | 5 april 2005         | 9 maart 2007       |
| 27     | Release the Death Blow! "Hissatsu no ichigeki o hanate!" (必殺の一撃を放て!)                              | 12 april 2005        | 25 maart 2007      |
| 28     | Orihime Targeted "Nerawareta Orihime" (狙われた織姫)                                                      | 19 april 2005        | 8 april 2007       |
| 29     | Breaktrough! The Shinigami's Encompassing Net "Toppaseyo! Shinigami hōimō" (突破せよ! 死神包囲網)         | 26 april 2005        | 15 april 2007      |
| 30     | Renji's Confrontation "Tachihadakaru Renji" (立ちはだかる恋次)                                            | 3 mei 2005           | 22 april 2007      |
| 31     | The Resolution to Kill "Kiru tame no kakugo" (斬る為の覚悟)                                               | 10 mei 2005          | 29 april 2007      |
| 32     | Stars and the Stray "Hoshi to norainu" (星と野良犬)                                                       | 17 mei 2005          | 6 mei 2007         |
| 33     | Miracle! The Mysterious New Hero "Kiseki! Nazo no shinhīrō" (奇跡!謎の新ヒーロー)                         | 26 mei 2005          | 13 mei 2007        |
| 34     | Tragedy of Dawn "Yoake no sangeki" (夜明けの惨劇)                                                         | 1 juni 2005          | 20 mei 2007        |
| 35     | Aizen Assassinated! The Darkness which Approaches "Aizen ansatsu! Shinobiyoru yami" (藍染暗殺!忍び寄る闇) | 7 juni 2005          | 27 mei 2007        |
| 36     | Zaraki Kenpachi Approaches! "Zaraki Kenpachi semaru!" (更木剣八、迫る!'                                   | 14 juni 2005         | 9 juni 2007        |
| 37     | Motive of the Fist "Kobushi no riyū" (拳の理由)                                                           | 21 juni 2005         | 16 juni 2007       |
| 38     | Desperation! The Broken Zangetsu "Zettaizetsumei! Orareta Zangetsu" (絶対絶命! 折られた斬月)              | 28 juni 2005         | 23 juni 2007       |
| 39     | The Immortal Man "Fujimi no otoko" (不死身の男)                                                           | 5 juli 2005          | 30 juni 2007       |
| 40     | The Shinigami whom Ganju Met "Ganju no mita shinigami" (岩鷲の見た死神)                                   | 12 juli 2005         | 7 juli 2007        |
| 41     | Reunion, Ichigo and Rukia "Saikai, Ichigo to Rukia" (再会、一護とルキア)                                  | 19 juli 2005         | 14 juli 2007       |

### Seizoen 3: Zielen Gemeenschap (Soul Society): De redding (2005–2006)
| Nummer | Benaming | Originele uitzending | Engelse uitzending |
| 42     | Yoruichi, Goddess of Flash, Dances! "Shunjin Yoruichi, mau!" ( 瞬神夜一、舞う!)                                                                              | 26 juli 2005         | 21 juli 2007       |
| 43     | The Despicable Shinigami "Hiretsu na shinigami" (卑劣な死神)                                                                                                 | 2 augustus 2005      | 28 juli 2007       |
| 44     | Ishida's Ultimate Power! "Ishida, kyokugen no chikara!" (石田、極限の力!)                                                                                    | 9 augustus 2005      | 4 augustus 2007    |
| 45     | Overcome Your Limits! "Genkai o koero!" (限界を越えろ!) | 16 augustus 2005     | 11 augustus 2007   |
| 46     | Authentic Records! School of Shinigami "Jitsuroku! Shinigami no gakkō" (実録! 死神の学校)                                                                    | 23 augustus 2005     | 18 augustus 2007   |
| 47     | The Avengers "Adautsu monotachi" (仇討つ者たち) | 30 augustus 2005     | 1 september 2007   |
| 48     | Hitsugaya Howls! "Hitsugaya, hoeru!" (日番谷、吼える!) | 6 september 2005     | 8 september 2007   |
| 49     | Rukia's Nightmare "Rukia no akumu" (ルキアの悪夢) | 13 september 2005    | 15 september 2007  |
| 50     | The Reviving Lion " Yomigaeru shishi" (よみがえる獅子) | 20 september 2005    | 22 september 2007  |
| 51     | Morning of the Sentence "Shokei no asa" (処刑の朝) | 27 september 2005    | 6 oktober 2007     |
| 52     | Renji, Oath of the Soul! Death Match with Byakuya "Renji, tamashii no chikai! Byakuya to no shitō" (恋次、魂の誓い! 白哉との死闘)                            | 4 oktober 2005       | 13 oktober 2007    |
| 53     | Gin Ichimaru's Temptation, Resolution Shattered "Ichimaru Gin no yūwaku, kuzusareta kakugo" (市丸ギンの誘惑、崩された覚悟)                                   | 4 oktober 2005       | 1 maart 2008       |
| 54     | An Accomplished Oath! Get back Rukia! "Hatasareru chikai! Rukia dakkan naruka!" (果たされる誓い! ルキア奪還なるか)                                           | 18 oktober 2005      | 8 maart 2008       |
| 55     | The Strongest Shinigami! Ultimate Confrontation Between Teacher and Students "Saikyō no shinigami! Kyūkyoku no shitei taiketsu" (最強の死神! 究極の師弟対決) | 25 oktober 2005      | 15 maart 2008      |
| 56     | Supersonic Battle! Determine the Goddess of Battle "Chōsoku no tatakai! Bu no megami, kessu" (超速の戦い! 武の女神、決す)                                    | 1 november 2005      | 22 maart 2008      |
| 57     | Senbonzakura, Crushed! Zangetsu Thrusts trough the Sky "Senbonzakura, funsai! Ten o tsuku zangetsu" (千本桜、粉砕! 天を衝く斬月)                             | 8 november 2005      | 29 maart 2008      |
| 58     | Unseal! The Black Blade, the Miraculous Power "Kaihō! Kuroki yaiba, kiseki no chikara" (開放! 黒き刃、奇跡の力)                                              | 15 november 2005     | 5 april 2008       |
| 59     | Conclusion of the Death Match! White Pride and Black Desire "Shitō kecchaku! Shiroki hokori to kuroki omoi" (死闘決着! 白き誇りと黒き想い)                   | 22 november 2005     | 12 april 2008      |
| 60     | Reality of the Despair, the Assassin's Dagger is Swung "Zetsubō no shinjitsu, furiorosareta kyōjin" (絶望の真実、振り下ろされた凶刃)                         | 6 december 2005      | 19 april 2008      |
| 61     | Aizen Stands! Horrible Ambitions "Aizen, tatsu! Osorubeki yabō" (藍染、立つ! 恐るべき野望)                                                                   | 13 december 2005     | 26 april 2008      |
| 62     | Gather Together! Group of the Strongest Shinigami! "Shūketsuseyo! Saikyō no shinigami shūdan" (集結せよ! 最強の死神集団)                                     | 20 december 2005     | 3 mei 2008         |
| 63     | Rukia's Resolution, Ichigo's Feelings "Rukia no ketsui, Ichigo no omoi" (ルキアの決意、一護の想い)                                                           | 10 januari 2006      | 10 mei 2008        |

### Seizoen 4: De Bount (2006)
| Nummer | Benaming | Originele uitzending | Engelse uitzending |
| 64     | New School Term, Renji has Come to the Material World?! "Shingakki, gense ni Renji ga yatte kita!?" (新学期、現世に恋次がやって来た!?)                        | 17 januari 2006      | 18 mei 2008        |
| 65     | Creeping Terror, the Second Victim "Shinobi yoru kyōfu, nibanme no giseisha" (忍び寄る恐怖、2番目の犠牲者)                                                    | 24 januari 2006      | 25 mei 2008        |
| 66     | Break Trough! The Trap Hidden in the Labyrinth "Toppa seyo! Meikyū ni hisomu wana" (突破せよ!迷宮に潜む罠)                                                    | 31 januari 2006      | 1 juni 2008        |
| 67     | Death Game! The Missing Classmate "Shi no gēmu! Kieru kurasumeito" (死のゲーム!消えるクラスメイト)                                                            | 7 februari 2006      | 15 juni 2008       |
| 68     | True Identity of the Devil, the Secret which is Revealed "Akuma no shōtai, akasareta himitsu" (悪魔の正体、明かされた秘密)                                    | 14 februari 2006     | 22 juni 2008       |
| 69     | Bounts! The Ones Who Hunt Souls "Baunto! Tamashī o karu mono tachi" (バウント!魂を狩る者たち)                                                                 | 14 februari 2006     | 29 juni 2008       |
| 70     | Rukia's Return! Revival of the Substitute Team! "Rukia no kikan! Daikō chīmu fukkatsu" (ルキアの帰還!代行チーム復活)                                          | 21 februari 2006     | 29 juni 2008       |
| 71     | The Moment of Collision! An Evil Hand Draws Near to the Quincy "Gekitotsu no toki! Kuinshī ni semaru ma no te" (激突の時!クインシーに迫る魔の手)              | 7 maart 2006         | 6 juli 2008        |
| 72     | Water Attack! Escape from the Shutdown Hospital "Mizu no kōgeki! Tozasareta byōin kara no dasshutsu" (水の攻撃!閉ざされた病院からの脱出)                      | 14 maart 2006        | 13 juli 2008       |
| 73     | Gathering Bounts! The Man Who Makes His Move "Baunto shūketsu! Ugoki dasu otoko" (バウント集結!動き出す男)                                                    | 28 maart 2006        | 20 juli 2008       |
| 74     | Memories of an Eternally Living Clan "Eien o ikiru ichizoku no kioku" (永遠を生きる一族の記憶)                                                                | 28 maart 2006        | 26 juli 2008       |
| 75     | Earth-Shattering Event at 11th Squad! The Shinigami who Rises Again "ūichibantai gekishin! Yomigaetta shinigami" (十一番隊激震!よみがえった死神)              | 4 april 2006         | 2 augustus 2008    |
| 76     | Crashing force! Furido vs. Zangetsu "Chikara no gekitotsu! Furīdo vs Zangetsu" (力の激突!フリードVS斬月)                                                      | 4 april 2006         | 10 augustus 2008   |
| 77     | Unfading Grudge! The Shinigami whom Kenpachi Killed "Niet verdwijnende haat! De shinigami die Kenpachi heeft vermoord"                                        | 11 april 2006        | 24 augustus 2008   |
| 78     | Shocking Revelations for the 13 Divisions! The Truth Buried in History "Shokkende onthullingen voor de 13 Divisies! De waarheid verborgen in de geschiedenis" | 2 mei 2006           | 31 augustus 2008   |
| 79     | Yoshino's Decision of Death "Yoshino's keuze voor de dood" | 9 mei 2006           | 7 september 2008   |
| 80     | Assault From a Formidable Enemy! A Tiny Final Line of Defense?! "Aanval van een sterke vijand! De laatste kleine linie van verdediging"                       | 16 mei 2006          | 13 september 2008  |
| 81     | Hitsugaya Moves! The Attacked City "Hitsugaya in actie! De aangevallen stad"                                                                                  | 23 mei 2006          | 20 september 2008  |
| 82     | Ichigo vs. Dalk! Appearance of the Faded Darkness "Ichigo vs Dalk! Verschijning van vervaagde duisternis"                                                     | 30 mei 2006          | 4 oktober 2008     |
| 83     | Grey Shadow, the Secret of the Dolls "Grijze schaduw, het geheim van de poppen"                                                                               | 6 juni 2006          | 11 oktober 2008    |
| 84     | Dissension in the Substitute Team? Rukia's Betrayal "Meningsverschil in het tweede team? Verraad van Rukia"                                                   | 13 juni 2006         | 18 oktober 2008    |
| 85     | Deadly Battle of Tears! Rukia vs. Orihime "Dodelijk gevecht van tranen! Rukia vs Orihime"                                                                     | 13 juni 2006         | 25 oktober 2008    |
| 86     | Rangiku, dances! Slice the invisible enemy "Rangiku, danst! Hak in op de onzichtbare vijand"                                                                  | 20 juni 2006         | 1 november 2008    |
| 87     | Byakuya is summoned! The Gotei 13 start to move! "Oproeping van Byakuya! De Gotei 13 onderneemt actie!"                                                       | 4 juli 2006          | 8 november 2008    |
| 88     | Annihilation of the Lieutenants!? Trap in the Underground Cave "Vernietiging van de Lieutenanten!? Verborgen val in de grot"                                  | 11 juli 2006         | 15 november 2008   |
| 89     | Rematch?! Ishida vs. Nemu "Herkansing?! Ishida vs Nemu" | 18 juli 2006         | 22 november 2008   |
| 90     | Renji Abarai, bankai of the Soul! "Renji Abarai, ziel van de bankai!"                                                                                         | 25 juli 2006         | 29 november 2008   |
| 91     | Shinigami and Quincy, the Reviving Power "Shinigami en Quincy, het herlevende kracht"                                                                         | 1 augustus 2006      | 6 december 2008    |

### Seizoen 5: Bount aanval op Zielen Gemeenschap (Soul Society) (2006–2007)
| Nummer | Benaming | Originele uitzending | Engelse uitzending |
| 92     | Invasion of the Shinigami World, Again "Invasie van de Shinigami wereld, alweer"                                                         | 8 augustus 2006      | 13 december 2008   |
| 93     | The Bount Assault! The Gotei 13 of Destructive Earthquake "De Bount aanval! De destructieve aardbeving van de Gotei 13"                  | 15 augustus 2006     | 20 december 2008   |
| 94     | Hitsugaya's Decision! The Clash Approaches "Hitsugaya's besluit! Het conflict komt eraan!"                                               | 22 augustus 2006     | 27 december 2008   |
| 95     | Byakuya Takes the Field! Dance of the Wind-Splitting Cherry Blossoms "Byakuya gaat het veld op! De dans van de wind splittende bloesems" | 5 september 2006     | 3 januari 2009     |
| 96     | Ichigo・Byakuya・Kariya, The Battle of the Three Extremes! "Ichigo・Byakuya・Kariya, extreem gevecht van het drietal!"                   | 12 september 2006    | 10 januari 2009    |
| 97     | Hitsugaya Strikes! Slice the Enemy in the Middle of the Forest "Aanval van Hitsugaya! Snijdt de vijand in het midden van het bos"        | 19 september 2006    | 17 januari 2009    |
| 98     | Clash! Kenpachi Zaraki vs. Maki Ichinose "Conflict! Kenpachi Zaraki vs Maki Ichinose"                                                    | 4 oktober 2006       | 24 januari 2009    |
| 99     | Shinigami vs. Shinigami! The Uncontrollable Power "Shinigami vs Shinigami! De onbeheersbare kracht"                                      | 11 oktober 2006      | 31 januari 2009    |
| 100    | Soifon Dies? The Last of the Special Forces "Gaat Soifon dood? De laatste van de speciale macht"                                         | 18 oktober 2006      | 7 februari 2009    |
| 101    | Mayuri's bankai!! Sawateri・Clash of the Demon "De bankai van Mayuri!! Sawateri・Een conflict met de Demoon"                             | 1 november 2006      | 14 februari 2009   |
| 102    | The Last Quincy! The Exploding Power "De laatste Quincy! De exploderende kracht"                                                         | 8 november 2006      | 21 februari 2009   |
| 103    | Ishida, exceeding the limits to attack! "Ishida overschrijdt het limiet van zijn kracht"                                                 | 15 november 2006     | 28 februari 2009   |
| 104    | 10th Division's Death Struggle! The Release of Hyōrinmaru "De overleving van de 10de divisie! Hyōrinmaru ontwaakt"                       | 22 november 2006     | 7 maart 2009       |
| 105    | Kariya! Countdown to the Detonation "Kariya! Aftellen naar ontsteking"                                                                   | 29 november 2006     | 14 maart 2009      |
| 106    | Life and Revenge! Ishida, the Ultimate Choice "Leven en wraak! Ishida, de ultieme keus"                                                  | 6 december 2006      | 21 maart 2009      |
| 107    | The Swung-Down Edge! The Moment of Ruin "Het mesblad zwaait! Het moment van de ruïne"                                                    | 13 december 2006     | 28 maart 2009      |
| 108    | The Wailing Bount! The Last Clash "De weeklagende Bount! Het laatste conflict"                                                           | 20 december 2006     | 4 april 2009       |
| 109    | Ichigo and Rukia, Thoughts in the Revolving Sky "Ichigo en Rukia, gedachtens in een draaiende hemel"                                     | 4 januari 2007       | 11 april 2009      |

### Seizoen 6: Arrancar: De aankomst (2007)
| Nummer | Benaming | Originele uitzending | Engelse uitzending |
| 110    | Reopening of the Substitute Business! The Terrifying Transfer Student "Heropening van het Shinigami bedrijf! De angstaanjagende uitwisselingsstudent" | 10 januari 2007      | 18 april 2009      |
| 111    | Shock! The True Characters of the Fathers "Schrik! Het ware karakter van de vaders"                                                                   | 17 januari 2007      | 18 april 2009      |
| 112    | The Commencement of War, Vizard and Arrancar "De oorlogsverklaring, Vizard en Arrancer"                                                               | 24 januari 2007      | 2 mei 2009         |
| 113    | Prelude to the Apocalypse, The Arrancar's Attack "Voorspel naar apocalypse, aanval van de Arrancar"                                                   | 31 januari 2007      | 2 mei 2009         |
| 114    | Reunion, Ichigo and Rukia "Reünie, Ichigo en Rukia"                                                                                                   | 7 februari 2007      | 9 mei 2009         |
| 115    | Mission! The Shinigami Have Come "Missie! De Shinigami zijn gekomen"                                                                                  | 14 februari 2007     | 9 mei 2009         |
| 116    | The Evil Eye, Aizen Again "Het kwaadaardige oog, Aizen alweer"                                                                                        | 21 februari 2007     | 16 mei 2009        |
| 117    | Rukia's Battle Commences! The Freezing White Blade "Aankondiging van Rukia's gevecht! Het bevroren witte zwaard"                                      | 28 februari 2007     | 16 mei 2009        |
| 118    | Ikkaku's bankai! The Power that Breaks Everything "De bankai van Ikkaku! De kracht dat alles doet breken"                                             | 7 maart 2007         | 23 mei 2009        |
| 119    | Zaraki Divion's Secret Story! The Lucky Men "Het geheime verhaal van Zaraki's divisie! Het geluk van de mannen"                                       | 21 maart 2007        | 23 mei 2009        |
| 120    | Hitsugaya Scatters! The Broken Hyōrinmaru "Hitsugaya valt uiteen! Hyōrinmaru is gebroken"                                                             | 28 maart 2007        | 30 mei 2009        |
| 121    | Clash! The Person Who Protects vs. The Person Who Suffers "Conflict! Persoon die beschermt vs persoon die leidt"                                      | 11 april 2007        | 30 mei 2009        |
| 122    | Vizard! The Power of the Awakened "Vizard! De kracht ontwaakt"                                                                                        | 18 april 2007        | 6 juni 2009        |
| 123    | Ichigo, complete hollowification!? "Ichigo, complete hollowficatie!?"                                                                                 | 25 april 2007        | 6 juni 2009        |
| 124    | Collision! Black bankai and white bankai "Botsing! Zwarte bankai en witte bankai"                                                                     | 2 mei 2007           | 13 juni 2009       |
| 125    | Urgent Report! Aizen's Terrifying Plan! "Dringend rapport! Het angstaanjagende plan van Aizen"                                                        | 9 mei 2007           | 13 juni 2009       |
| 126    | Uryū vs. Ryūken! Clash of the parent-child Quincies "Uryū vs Ryūken! Quincy conflict tussen ouder en kind"                                            | 16 mei 2007          | 20 juni 2009       |
| 127    | Urahara's Decision, Orihime's Thoughts "Het besluit van Urahara, gedachten van Orihime"                                                               | 30 mei 2007          | 20 juni 2009       |
| 128    | The Nightmare Arrancar! Team Hitsugaya Moves Out "Nachtmerrie Arrancar! Team Hitsugaya gaat eropuit"                                                  | 6 juni 2007          | 27 juni 2009       |
| 129    | The Swooping Descent of the Dark Emissary! The Propagation of Malice "Afdeling van de duistere afgezant! De propagatie van Malice"                    | 13 juni 2006         | 27 juni 2009       |
| 130    | The Invisible Enemy! Hitsugaya's Merciless Decision "De onzichtbare vijand! Hitsugaya's genadeloze beslissing"                                        | 20 juni 2007         | 4 juli 2009        |
| 131    | Rangiku's Tears, the Sorrowful Parting of Brother and Sister "Tranen van Rangiku, de droevige scheiding van broer en zus"                             | 27 juni 2007         | 11 juli 2009       |

### Seizoen 7: Arrancar: De Hueco Mundo sluipbinnenkomst/stiekem Entree (2007)
| Nummer | Benaming | Originele uitzending | Engelse uitzending |
| 132    | Hitsugaya, Karin and Soccer Ball "Hitsugaya, Karin en voetbal"                                                    | 4 juli 2007          | 11 juli 2009       |
| 133    | Ikkaku's Hot-Blooded Kendo Tale "Ikkaku's heet gebakerde Kendo verhaal"                                           | 11 juli 2007         | 18 juli 2009       |
| 134    | The Beautiful Patissier, Yumichika! "De prachtige banketbakker, Yumichika!"                                       | 18 juli 2007         | 18 juli 2009       |
| 135    | Kon is Deceived! Rangiku on the Lookout "Kon is bedrogen! Rangiku op de uitkijk"                                  | 25 juli 2007         | 25 juli 2009       |
| 136    | Hueco Mundo civil war! Ulquiorra's death "Burgeroorlog in Hueco Mundo! Ulquiorra's dood"                          | 8 augustus 2007      | 25 juli 2009       |
| 137    | Battle of bad faith, Aizen's trap "Gevecht met een slechte vertrouwen, Aizens val"                                | 22 augustus 2007     | 1 augustus 2009    |
| 138    | Second move of Hueco Mundo! Hitsugaya vs. Yammy "Tweede zet van Hueco Mundo! Hitsugaya vs Yammy"                  | 29 augustus 2007     | 1 augustus 2009    |
| 139    | Ichigo vs. Grimmjow, 11 second battle! "Ichigo vs Grimmjow, gevecht van 11 seconden"                              | 5 september 2007     | 8 augustus 2009    |
| 140    | Ulquiorra's Scheme, the Moment when the Sun Sets "Ulquiorra's plan, het moment van de zonsondergang"              | 12 september 2007    | 8 augustus 2009    |
| 141    | Goodbye..., Kurosaki-kun "Vaarwel..., Kurosaki-kun"                                                               | 19 september 2007    | 15 augustus 2009   |
| 142    | Order! Forbid rescue of Orihime Inoue "Orde! Het is verboden om Orihime Inoue te redden"                          | 26 september 2007    | 15 augustus 2009   |
| 143    | Grimmjow Revived "De genezing van Grimmjow"                                                                       | 3 oktober 2007       | 22 augustus 2009   |
| 144    | Ishida・Chad, the Quickening of a New Power "Ishida en Chad, de versnelling van nieuwe krachten"                  | 17 oktober 2007      | 22 augustus 2009   |
| 145    | The Espada Gather! Aizen's Royal Assembly "Espade komen samen! Aizens koninklijke gezelschap"                     | 24 oktober 2007      | 29 augustus 2009   |
| 146    | Her Name is Nel! The Appearance of the Strange Arrancar "Haar naam is Nel! Verschijning van een vreemde Arrancar" | 31 oktober 2007      | 29 augustus 2009   |
| 147    | Forest of Menos! The Search for the Missing Rukia "Bos van Menos! Zoektocht van vermiste Rukia"                   | 7 november 2007      | 12 september 2009  |
| 148    | Ashido, the Shinigami Who Came from the Past "Ashida, de shinigami uit het verleden"                              | 14 november 2007     | 12 september 2009  |
| 149    | Through the Crumbling Forest, a Million Menos "Door het kruimelende bos, een miljoen Menos"                       | 21 november 2007     | 19 september 2009  |
| 150    | Oath! Back Here Alive Again "Ede! Weer terug levend"                                                              | 28 november 2007     | 19 september 2009  |
| 151    | The Raging Storm! Encounter with the Dancing Arrancar "De razende storm! Ontmoeting met de dansende Arrancar"     | 5 december 2007      | 26 september 2009  |

### Seizoen 8: Arrancar: Het woeste/brute gevecht (2007–2008)
| Nummer | Benaming | Originele uitzending | Engelse uitzending |
| 152    | Ichigo Strikes Back! This is my Bankai "Ichigo haalt terug uit! Dit is mijn Bankai"                                        | 12 december 2007     | 26 september 2009  |
| 153    | The Devilish Research! Szayel Aporro's Plan "Het duivelse onderzoek! Het plan van Szayel Aporro"                           | 19 december 2007     | 3 oktober 2009     |
| 154    | Rukia and Kaien, the Sorrowful Reunion "Rukia en Kaien, een treurige reünie"                                               | 26 december 2007     | 3 oktober 2009     |
| 155    | Rukia Retaliates! Release the Desperate Kidō "Wraak van Rukia! Het loslaten van een wanhopige Kidō"                        | 9 januari 2008       | 10 oktober 2009    |
| 156    | Ishida & Pesche, the United Attack of Friendschip? "Ishida en Pesche, de verenigde aanval van vriendschap?"                | 16 januari 2008      | 10 oktober 2009    |
| 157    | Ishida's Trump Card, the Cutter of Souls "Trump kaart van Ishida, de snijder van zielen"                                   | 23 januari 2008      | 17 oktober 2009    |
| 158    | Right Arm of the Giant, Left Arm of the Devil "Rechterarm van de gigant, linkerarm van de duivel"                          | 30 januari 2008      | 17 oktober 2009    |
| 159    | Yasutora Sado dies! Orihime's Tears "Yasutora Sado gaat dood! Tranen van Orihime"                                          | 6 februari 2008      | 24 oktober 2009    |
| 160    | Testament, Your Heart is Right Here... "Testament, jouw hart is hier..."                                                   | 13 februari 2008     | 24 oktober 2009    |
| 161    | The Cruel Arrancar, Ulquirra's Provocation "De wrede Arrancar, Ulquirra's uitlokking"                                      | 20 februari 2008     | 31 oktober 2009    |
| 162    | Szayel Aporro Laughs, The Net Trapping Renji is Complete "Szayel Aporro lacht, Het net dat Renji vast houdt is compleet"   | 27 februari 2008     | 31 oktober 2009    |
| 163    | Shinigami and Quincy, the Battle of Madness "Shinigami en Quincy, het gevecht van waanzin"                                 | 5 maart 2008         | 7 november 2009    |
| 164    | Ishida's Strategy, the 20-second Offense and Defense "De strategie van Ishida, 20 seconden aanval en verdediging"          | 12 maart 2008        | 7 november 2009    |
| 165    | The Murderous Intent Boils! The Joyful Grimmjow "Intentie om te vermoorden borrelt! Grimmjow is vrolijk"                   | 19 maart 2008        | 14 november 2009   |
| 166    | Desperate Effort vs. Desperate Effort! The Hollowized Ichigo "Wanhopige moeite vs wanhopige moeite! Ichigo in Hollow vorm" | 9 april 2008         | 14 november 2009   |
| 167    | The Moment of Conclusion, the End of Grimmjow "Conclusie, het einde van Grimmjow"                                          | 16 april 2008        | 21 november 2009   |

### Seizoen 9: De nieuwe kapitein Shūsuke Amagai (2008)
| Nummer | Benaming | Originele uitzending | Engelse uitzending |
| 168    | The New Captain Appears! His name is Shūsuke Amagai "Verschijning van de nieuwe kapitein! Zijn naam is Shūsuke Amagai"                                           | 23 april 2008        | 29 augustus 2010   |
| 169    | New Development, the Dangerous Transfer Student Appears! "Nieuwe ontwikkeling, de gevaarlijke uitwisseling student verschijnt"                                   | 7 mei 2008           | 5 september 2010   |
| 170    | Desperate Struggle Under the Moonlit Night, the Mysterious Assassin and Zanpakutō "Hopeloze gevecht onder het maanlicht, de mysterieuze moordenaar en Zanpakutō" | 14 mei 2008          | 12 september 2010  |
| 171    | Kenryu, the Profusion of Blooming Crimson Flowers "Kenru, de overvloed van bloeiende karmozijnrode bloemen"                                                      | 21 mei 2008          | 19 september 2010  |
| 172    | Kifune Goes to War! The Violent Wind that Rages "Kifune naar de oorlog! De gewelddadige wind die waait"                                                          | 28 mei 2008          | 26 september 2010  |
| 173    | The Appearance of the Great Evil! The Darkness in the House of Kasumioji "De verschijning van het grote kwaad! De duisternis in het Huis van Kasumioji"          | 4 juni 2008          | 3 oktober 2010     |
| 174    | Break the Mirror's Boundary! Ichigo's Captivity "Breek de limiet van de spiegel! Ichigo's gevangenschap"                                                         | 11 juni 2008         | 10 oktober 2010    |
| 175    | The Revenging Assassin, Ichigo is Targeted "Wraak van de moordenaar, Ichigo is doelwit"                                                                          | 18 juni 2008         | 17 oktober 2010    |
| 176    | Mystery! The Sword-Consuming Assassin "Mysterie! De zwaardverbruikende moordenaar"                                                                               | 25 juni 2008         | 24 oktober 2010    |
| 177    | The Reversal of Rukia, the Rampaging Blade "De omkeer van Rukia, het uitzinnige zwaard"                                                                          | 25 juni 2008         | 31 oktober 2010    |
| 178    | The Nightmare Which is Shown, Ichigo's Inside the Mirror "De nachtmerrie die wordt getoond, Ichigo in de spiegel"                                                | 2 juli 2008          | 7 november 2010    |
| 179    | Confrontation?! Amagai vs. Gotei 13 "Confrontatie?! Amagai vs. Gotei 13"                                                                                         | 9 juli 2008          | 14 november 2010   |
| 180    | The Princess` Decision, the Sorrowful Bride "De keuze van de prinses, de bruid met zorgen"                                                                       | 16 juli 2008         | 24 november 2010   |
| 181    | The 2nd Division Sorties! Ichigo is Surrounded "De 2e Divisie valt aan! Ichigo is omsingelt"                                                                     | 23 juli 2008         | 28 november 2010   |
| 182    | Amagai's True Strength, the Released Zanpakutō! " Amagais ware sterkte, de geactiveerde Zanpakutō!"                                                              | 30 juli 2008         | 5 december 2010    |
| 183    | The Darkness Which Moves! Kibune's True Colors "De bewegende duisternis! Kibunes ware aard"                                                                      | 6 augustus 2008      | 12 december 2010   |
| 184    | Kira and Kibune, Offense and Defense of 3rd Division " Kira en Kibune, Aanval en Verdediging van de 3e Divisie."                                                 | 20 augustus 2008     | 19 december 2010   |
| 185    | Ice and Flame! Fierce Fight of Amagai vs. Hitsugaya " IJs en Vuur! Fel gevecht tussen Amagai en Hitsugaya"                                                       | 27 augustus 2008     | 2 januari 2011     |
| 186    | Sortie Orders! Suppress the House of Kasumiooji "Aanval orders! Onderdruk het Kasumiooji huis"                                                                   | 3 september 2008     | 9 januari 2011     |
| 187    | Ichigo Rages! The Assassin's Secret "Ichigo's woede! Het geheim van de moordenaar"                                                                               | 10 september 2008    | 16 januari 2011    |
| 188    | Duel! Amagai vs. Ichigo "Duel! Amagai vs. Ichigo" | 17 september 2008    | 23 januari 2011    |
| 189    | The Fallen Shinigami's Pride "De trots van een gevallen shinigami"                                                                                               | 7 oktober 2008       | 30 januari 2011    |

### Seizoen 10: Arrancar vs Shinigami (2008–2009)
| Nummer | Benaming | Originele uitzending | Engelse uitzending |
| 190    | Hueco Mundo Chapter, Restart! "Hueco Mundo hoofdstuk, herstart!"                                                             | 14 oktober 2008      | 6 februari 2011    |
| 191    | The Frightening Banquet, Szayel Aporro's Theater "Het angstaanjagende banket, Szayel Aporro's Theater"                       | 22 oktober 2008      | 13 februari 2011   |
| 192    | Nel's Secret, a Big-Breasted Beauty Joins the Battle?! "Nels geheim, een rondborstige schoonheid doet mee aan het gevecht?!" | 29 oktober 2008      | 20 februari 2011   |
| 193    | The Irresistable, Puppet Show of Terror "De onweerstaanbare poppenkast van terreur"                                          | 4 november 2008      | 27 februari 2011   |
| 194    | Neliel's Past "Neliels verleden"                                                                                             | 11 november 2008     | 6 maart 2011       |
| 195    | Pesche's Seriousness "Pesches ernst"                                                                                         | 18 november 2008     | 13 maart 2011      |
| 196    | Joining the Battle! The Strongest Shinigami Army Appears "Meedoen met het gevecht. Het sterkste Shinigami leger komt eraan"  | 25 november 2008     | 20 maart 2011      |
| 197    | Byakuya's Bankai, the Quiet Anger "Byakuya's Bankai, de stille woede"                                                        | 2 december 2008      | 27 maart 2011      |
| 198    | The Two Scientists, Mayuri's Trap "De twee geleerden, Mayuri's val."                                                         | 9 december 2008      | 3 april 2011       |
| 199    | Holy Birth, The Resurrected Szayel Aporro "Heilige geboorte, de wederopstanding van Szayel Aporro"                           | 16 december 2008     | 10 april 2011      |
| 200    | The Hardest Body!? Cut Down Nnoitra "Het hardste lichaam!? Hak Nnoitra neer"                                                 | 23 december 2008     | 17 april 2011      |
| 201    | Nnoitra Released! Multiplying Arms "Nnoitra voluit! Meerdere Armen"                                                          | 6 januari 2009       | 24 april 2011      |
| 202    | Fierce Fighting Conclusion! Who's the Strongest? "Groots Vecht Einde! Wie is de sterkste?"                                   | 13 januari 2009      | 1 mei 2011         |
| 203    | Karakura Town Gathers! Aizen Versus Shinigami "Karakura Stad Komt Samen! Aizen tegen Shinigami"                              | 20 januari 2009      |                    |
| 204    | Ichigo's Stomach-cutting Persuasion Strategy "Ichigo's Maag-snijdende Overredingskracht Strategie"                           | 27 januari 2009      |                    |
| 205    | Thump! The Football Tournament of Hollows "Duimen! Het Voetbaltoernooi van de Hollows"                                       | 3 februari 2009      |                    |
| 206    | The Past Chapter Begins! The Truth from 110 Years Ago "Het Geschiedenis verhaal begint! De Waarheid van 110 jaar geleden"    | 10 februari 2009     |                    |
| 207    | 12th Division's New Captain, Urahara Kisuke "12e afdeling en hun nieuwe leider, Kisuke Urahara"                              | 17 februari 2009     |                    |
| 208    | Aizen and the Boy Genius "Aizen en het jonge genie"                                                                          | 24 februari 2009     |                    |
| 209    | Muguruma's 9th Division, sets out "Muguruma's afdeling negen zet zich af"                                                    | 3 maart 2009         |                    |
| 210    | Hiyori dies? The Beginning of Tragedy "Hiyori gaat dood? Het begin van een tragedie"                                         | 10 maart 2009        |                    |
| 211    | Betrayal! Aizen's Secret Maneuvers "Verraad! Aizens geheime manoeuvre"                                                       | 17 maart 2009        |                    |
| 212    | Rescue Hirako! Aizen vs. Urahara "Redt Hirako! Aizen vs. Urahara"                                                            | 24 maart 2009        |                    |
| 213    | The Soul Burial Detective, Karakura raizer is Born "De zielbegravende Detective, Karakura raizer is geboren"                 | 31 maart 2009        |                    |
| 214    | Karakura raizer's Last Day "Laatste dag van de Karakura raizer"                                                              | 7 april 2009         |                    |

### Seizoen 11: Karakura's Gevechten (2009)
| Nummer | Benaming | Originele uitzending | Engelse uitzending |
| 215    | Defend Karakura Town! Entire Appearance of the Shinigami "Verdedig Karakura stad! Gehele verschijning van de Shinigami" | 14 april 2009        |                    |
| 216    | Elite! The Four Shinigami "Elite! De vier Shinigami"                                                                    | 21 april 2009        |                    |
| 217    | Beautiful Warrior Charlotte "Beeldschone Strijder Charlotte"                                                            | 28 april 2009        |                    |
| 218    | Kira, The Battle Within Despair "Kira, Het gevecht vol Wanhoop"                                                         | 5 mei 2009           |                    |
| 219    | Hisagi's Shikai! The Name is... "Hisagi´s Shikai! Zijn Naam is.."                                                       | 12 mei 2009          |                    |
| 220    | Ikkaku Falls! The Shinigami's Crisis "Ikkaku Valt! De Crisis van Shinigami"                                             | 19 mei 2009          |                    |
| 221    | The Full Showdown! Shinigami vs. Espada "De volledige Krachtmeting! Shinigami vs. Espada"                               | 26 mei 2009          |                    |
| 222    | The Most Evil Tag!? Soifon & Ōmaeda "De Slechtste Markering!? Soifon & Ōmaeda"                                          | 2 juni 2009          |                    |
| 223    | A Miraculous Body! Ggio Releases "Een wonderlijk Lichaam! Ggio transformeert"                                           | 9 juni 2009          |                    |
| 224    | 3 vs. 1 Battle! Rangiku's Crisis "3 vs 1 gevecht! Rangikus crisis"                                                      | 16 juni 2009         |                    |
| 225    | Vice-Captains Annihilated! The Terrifying Demonic Beast "Vice-Captains vernietigd! Het Angstaanjagende Demonenbeest"    | 23 juni 2009         |                    |
| 226    | Fierce Fighting Concludes? Towards a New Battle! "Het Woeste gevecht eindigt? Naar een nieuw Gevecht!"                  | 30 juni 2009         |                    |
| 227    | Wonderful Error "Prachtige Fout"                                                                                        | 7 juli 2009          |                    |
| 228    | Summer! Sea! Swimsuit Festival!! "Zomer! Zee! Zwempak Festival!!"                                                       | 14 juli 2009         |                    |
| 229    | The Rug Shinigami is Born! "De bedekte shinigami is geboren"                                                            | 21 juli 2009         |                    |

### Seizoen 12: Zanpakutō's onbekend verhaal (2009)
| Nummer | Benaming | Originele uitzending | Engelse uitzending |
| 230    | The Materialization of Zanpakutō "De materialisatie van de Zanpakutō"                                                                | 28 juli 2009         |                    |
| 231    | Byakuya, Disappearing with the Cherry Blossoms "Byakuya, Verdwijnen met de kersenbloesem"                                            | 4 augustus 2009      |                    |
| 232    | Sode no Shirayuki vs. Rukia "Sode no Shirayuki tegen Rukia"                                                                          | 11 augustus 2009     |                    |
| 233    | Zangetsu Becomes an Enemy "Zangetsu wordt een vijand"                                                                                | 18 augustus 2009     |                    |
| 234    | Renji Surprised?! The Two Zabimarus "Renji Verrast?! De Twee Zabimarus"                                                              | 25 augustus 2009     |                    |
| 235    | Clash! Hisagi vs. Kazeshini "Gevecht! Hisagi vs. Kazeshini"                                                                          | 1 september 2009     |                    |
| 236    | Release! The New Getsuga Tenshō "Release! De Nieuwe Getsuga Tenshō"                                                                  | 8 september 2009     |                    |
| 237    | Soifon, Surrounding the Zanpakutō "Soifon, De Zanpakutō omsingeld"                                                                   | 15 september 2009    |                    |
| 238    | Friendship? Hatred? Haineko & Tobiume "Vriendschap? Haat? Haineko & Tobiume"                                                         | 22 september 2009    |                    |
| 239    | The Awakening Hyōrinmaru! "De Aangewakkerde Hyōrinmaru!"                                                                             | 29 september 2009    |                    |
| 240    | Byakuya's Betrayal? "Byakuya's verraad?"                                                                                             | 6 oktober 2009       |                    |
| 241    | For the Sake of Pride! Byakuya vs. Renji "Voor de Trots! Byakuya vs. Renji"                                                          | 13 oktober 2009      |                    |
| 242    | Shinigami and Zanpakutō, Total Sortie "Shinigami en zanpakuto, Totale aanval"                                                        | 20 oktober 2009      |                    |
| 243    | One-to-One Fight! Ichigo vs. Senbonzakura "Een-tegen-een gevecht! Ichigo vs. Senbonzakura"                                           | 27 oktober 2009      |                    |
| 244    | The Long Awaited...Kenpachi Appears! "Het Lang Verwachte....Kenpachi verschijnt!"                                                    | 3 november 2009      |                    |
| 245    | Pursue Byakuya! The Confused Gotei Divisions "Achtervolging Byakuya! De verwarde Gotei divisies!"                                    | 10 november 2009     |                    |
| 246    | Special Mission! Rescue Captain Commander Yamamoto! "Speciale Missie! Red Captain Commander Yamamoto!"                               | 17 november 2009     |                    |
| 247    | Deceived Shinigami! The World Collapse Crisis "Bedrogen Shinigami! De Wereld instortende Crisis"                                     | 24 november 2009     |                    |
| 248    | Dragon of Ice and Dragon of Flame! The Strongest Showdown! "Draak van IJs en Draak van Vuur! Het krachtige gevecht!"                 | 1 december 2009      |                    |
| 249    | Senbonzakura's Bankai! Offense and Defense of the Living World "Senbonzakura's Bankai! Aanval en Verdediging van de Levende Wereld!" | 8 december 2009      |                    |
| 250    | That Man, for the Sake of the Kuchiki "Die man, in het belang van de Kuchiki!"                                                       | 15 december 2009     |                    |
| 251    | Dark History! The Worst Shinigami is Born "Donkere Geschiedenis! De Slechtste Shinigami is geboren"                                  | 22 december 2009     |                    |
| 252    | Byakuya, the Truth Behind his Betrayal "Byakuya, de Waarheid achter zijn verraad"                                                    | 5 januari 2010       |                    |
| 253    | Muramasa's True Identity Revealed "Muramasa's echte identiteit onthuld"                                                              | 12 januari 2010      |                    |
| 254    | Byakuya and Renji, the 6th Division Returns "Byakuya en Renji, De terugkeer van de 6e Divisie"                                       | 19 januari 2010      |                    |
| 255    | Final Chapter·Zanpakutō Unknown Tales "Laatste Hoofdstuk:Zanpakutō's onbekend verhaal"                                               | 26 januari 2010      |                    |

### Seizoen 13: De Sword Fiends (2010)
| Nummer | Benaming | Originele uitzending | Engelse uitzending |
| 256    | The Angered Byakuya! The Collapse of the Kuchiki House "De getergde Byakuya! De verwoesting van het Kuchiki huis" | 2 februari 2010      |                    |
| 257    | A New Enemy! The True Nature of the Sword Beasts "Een nieuwe vijand! De ware aard van de Sword Beasts"            | 9 februari 2010      |                    |
| 258    | Stray Snake, Tortured Monkey "Dwalende slang, gemartelde aap"                                                     | 16 februari 2010     |                    |
| 259    | Terror! The Monster That Lurks Underground "Terreur! Het monster onder de grond"                                  | 23 februari          |                    |
| 260    | Conclusion?! Hisagi vs. Kazeshini "Conclusie?! Hisagi vs. Kazeshini"                                              | 2 maart              |                    |
| 261    | The Person with the Unknown Ability! Orihime Is Targeted "De persoon met de onbekende kracht! Orihime is doelwit" | 9 maart              |                    |
| 262    | The Tragic Sword Fiend! Haineko Cries! "De tragische Sword Fiend! Haineko huilt!"                                 | 16 maart             |                    |
| 263    | Imprisonment?! Senbonzakura & Zabimaru "Gevangenneming?! Senbonzakura & Zabimaru"                                 | 23 maart             |                    |
| 264    | Battle of the Females? Katen Kyōkotsu vs. Nanao! "Gevecht van de vrouwen? Katen Kyōkotsu vs. Nanao"               | 30 maart             |                    |
| 265    | Evolution?! The Menace of the Final Sword Fiend "Evolutie?! De bedreiging van de laatste Sword Fiend"             | 6 maart              |                    |

### Seizoen 14: Het valse Karakura: deel 2 (2010)
| Nummer | Benaming | Originele uitzending | Engelse uitzending |
| 266    | Ichigo vs. Ulquiorra, Resume! "Ichigo vs. Ulquiorra, herbegin"                                                                                 | 13 april 2010        |                    |
| 267    | Connected Hearts! The Left Fist Prepared for Death! "Verbonden harten! De linkervuist voorbereidt op de dood!"                                 | 20 april 2010        |                    |
| 268    | Hatred and Jealousy, Orihime's Dilemma "Haat en jaloezie, Orihime's dilemma"                                                                   | 27 april 2010        |                    |
| 269    | Ichigo and Uryū, Bonded Back to Back "Ichigo en Uryū, rug aan rug gebonden"                                                                    | 4 mei 2010           |                    |
| 270    | Beginning of Despair...Ichigo, the Unreachable Blade "Begin van Wanhoop...Ichigo, het onbereikbare zwaard"                                     | 11 mei 2010          |                    |
| 271    | Ichigo Dies! Orihime, the Cry of Sorrow! "Ichigo gaat dood! Orihime, schreeuw van verdriet "                                                   | 18 mei 2010          |                    |
| 272    | Ichigo vs. Ulquiorra, Conclusion! "Ichigo vs. Ulquiorra, Conclusie"                                                                            | 25 mei 2010          |                    |
| 273    | Fury of the Shark! Harribel Releases! "Woede van de haai! Harribel voluit"                                                                     | 1 juni 2010          |                    |
| 274    | Hitsugaya, the Suicidal Frozen Heavens Hundred Flowers Funeral! "Hitsugaya, de levensgevaarlijke bevroren hemels honderd bloemen begrafenis! " | 8 juni 2010          |                    |
| 275    | The Approaching Breath of Death, the King Who Rules Over Death! "De naderende adem van de dood, de koning van de doden!"                       | 15 juni 2010         |                    |
| 276    | One Hit Kill, Soifon, Bankai! "Op één slag dood, Soifon, Bankai!"                                                                              | 22 juni 2010         |                    |
| 277    | Climax! Kyoraku vs. Starrk! "Climax! Kyoraku vs. Starrk!"                                                                                      | 29 juni 2010         |                    |
| 278    | The Nightmare Returns... Revival of the Espada "De nachtmerrie keert terug...Wederopstanding van de Espada"                                    | 6 juli 2010          |                    |
| 279    | Hirako and Aizen...the Reunion of Fate! "Hirako en Aizen...de Reunië van het Lot"                                                              | 13 juli 2010         |                    |
| 280    | Hisagi and Tōsen, the Moment of Parting "Hisagi en Tōsen, Het moment van Afscheid"                                                             | 20 juli 2010         |                    |
| 281    | Crown of Lies, Baraggan's Grudge "Kroon van Leugens, Baraggans Wrok"                                                                           | 27 juli 2010         |                    |
| 282    | Power of the Soul! The Wolves, Attack! "Kracht van de Ziel! De Wolven, Aanval!"                                                                | 3 augustus 2010      |                    |
| 283    | Starrk, the Lone Battle "Starrk, het eenzame gevecht"                                                                                          | 10 augustus 2010     |                    |
| 284    | Chain of Sacrifice, Harribel's Past "Keten van Opoffering, Harribels Verleden"                                                                 | 17 augustus 2010     |                    |
| 285    | The Hundred-Year Grudge! Hiyori's Revenge "De honderd jaar wrok! Hiyori's wraak"                                                               | 24 augustus 2010     |                    |
| 286    | Ichigo's Return! Protect Karakura Town "Ichigo's Terugkeer! Bescherm Karakura Stad"                                                            | 31 augustus 2010     |                    |
| 287    | Side Story! Ichigo and the Magic Lamp "Bijverhaal! Ichigo en de Magische Lamp"                                                                 | 7 september 2010     |                    |
| 288    | The Final Trump Card! Ichigo, Towards the Decisive Battle "Laatste Troef! Ichigo Naar het Beslissende Gevecht"                                 | 14 september 2010    |                    |
| 289    | Byakuya vs. Kenpachi?! The Melee Commences "Byakuya vs Kenpachi?! De Melee begint"                                                             | 21 september 2010    |                    |
| 290    | For the Sake of Justice ?! The Man Who Deserted the Shinigami "Omwille van Gerechtigheid?! De Man Die de Shinigami Heeft Verlaten"             | 28 september 2010    |                    |
| 291    | Desperate Struggle with Aizen! Hirako, Shikai! "Wanhopige Strijd met Aizen! Hirako, Shikai!"                                                   | 5 oktober 2010       |                    |
| 292    | All Out War! Aizen vs. Shinigami "Volledige Oorlog! Aizen vs. Shinigami"                                                                       | 12 oktober 2010      |                    |
| 293    | Hitsugaya, Enraged! Blade of Hatred! "Hitsugaya, Razend! Het Zwaard van Haat!"                                                                 | 19 oktober 2010      |                    |
| 294    | Impossible to Attack? The Sealed Genryūsai! "Onmogelijk om Aan te Vallen? De Verzegelde Genryūsai!"                                            | 26 oktober 2010      |                    |
| 295    | It's All A Trap...Engineered Bonds! "Het is allemaal een valstrik...Gemaakte verbanden!"                                                       | 2 november 2010      |                    |
| 296    | The Shocking Truth...The Mysterious Power Within Ichigo! "De schokkende waarheid...De mysterieuze kracht in Ichigo!"                           | 9 november 2010      |                    |
| 297    | The Extending Blade?! Ichigo vs. Gin! "Het verlengende zwaard?! Ichigo vs. Gin!"                                                               | 16 november 2010     |                    |
| 298    | Film! Festival! Shinigami Film Festival! "Film! Festival! Shinigami Film Festival"                                                             | 23 november 2010     |                    |
| 299    | Theatre Opening Commemoration! Hell Chapter・Prologue "Theater voorstelling evenement! Hell Chapter proloog"                                   | 30 november 2010     |                    |
| 300    | Urahara Appears! Stop Aizen! "Urahara Verschijnt! Stop Aizen!"                                                                                 | 7 december 2010      |                    |
| 301    | Ichigo Loses His Fighting Spirit!? Gin's Expectation! "Ichigo verliest zijn wil om te vechten!? Gins verwachtingen!"                           | 14 december 2010     |                    |
| 302    | The Final Getsuga Tenshō!? Ichigo's Training! "De Final Getsuga Tenshō!? Ichigo's Training!"                                                   | 21 december 2010     |                    |
| 303    | Real World and Shinigami! The New Year Special! ! "De Echte Wereld en Shinigami! De Nieuwjaars Special!"                                       | 4 januari 2011       |                    |
| 304    | Gaiden Again! This Time's Enemy Is A Monster? "Opnieuw Gaiden! Deze Keer is de Vijand Een Monster?"                                            | 11 januari 2011      |                    |
| 305    | Delusion Roars! Hisagi, Towards the Hot Springs Inn! "Schreeuwende Waanbeelden! Hisagi, Naar de Warmwaterbron Herberg!"                        | 18 januari 2011      |                    |
| 306    | For the Sake of Protecting! Ichigo vs. Tensa Zangetsu! "Voor het Belang om te Beschermen! Ichigo vs. Tensa Zangetsu!"                          | 25 januari 2011      |                    |
| 307    | Emergency Situation! Aizen, New Evolution! "Noodsituatie! Aizen, Nieuwe Evolutie"                                                              | 1 februari 2011      |                    |
| 308    | Sayonara...Rangiku "Vaarwel...Rangiku" | 8 februari 2011      |                    |
| 309    | Fierce Fighting Conclusion! Release, the Final Getsuga Tenshō! "Conclusie van het Hevige Gevecht! Laat Los, de Final Getsuga Tenshō!"          | 15 februari 2011     |                    |
| 310    | Ichigo's Resolution! The Price of the Fierce Battle "Ichigo's Resolutie! The Prijs van het Hevige Gevecht"                                     | 22 februari 2011     |                    |
| 311    | The Soul Detective・Karakuraizer Takes Off Again! "De Zielendetective・Karakuraizer verschijnt weer"                                           | 1 maart 2011         |                    |
| 312    | Inauguration! The Brand New 2nd Division Captain! "Inwijding! De nieuwe 2de divisie kapitein!"                                                 | 8 maart 2011         |                    |
| 313    | The Man Who Risks His Life in the 11th Division! "De man die zijn leven waagt voor de 11e divisie!"                                            | 15 maart 2011        |                    |
| 314    | Kon saw it! The Secret of a Beautiful Office Lady "Kon zag het! Het geheim van een mooi kantoormeisje"                                         | 22 maart 2011        |                    |
| 315    | Yachiru's friend! The Shinigami of Justice Appears! "Yachiru's vriend! De Shinigami van rechtvaardigheid verschijnt"                           | 29 maart 2011        |                    |
| 316    | Toshiro Hitsugaya's Holiday! "Toshiro Hitsugaya's vrije dag!"                                                                                  | 5 april 2011         |                    |

### Seizoen 15: Gotei 13 binnenvallend Leger (2011)
| Nummer | Benaming | Originele uitzending | Engelse uitzending |
| 317    | Unusual Incident in Seireitei?! Gotei 13 Invading Army Arc! "Ongewoon voorval in Seireitei?! Gotei 13 binnenvallend Leger Arc!" | 12 april 2011        |                    |
| 318    | Renji vs. Rukia?! Battle With Comrades! "Renji vs. Rukia?! Gevecht met vrienden!"                                               | 19 april 2011        |                    |
| 319    | Ichigo's Capture Net! Escape From Soul Society! "Ichigo's vangnet! Vlucht van Soul Society!"                                    | 26 april 2011        |                    |
| 320    | Gotei 13, Gathering in the Real World! "Gotei 13, Verzameling in de echte wereld!"                                              | 3 mei 2011           |                    |
| 321    | Showdown of Mutual Self, Ikkaku vs. Ikkaku! "Krachtmeting van het wederzijdse zelf, Ikkaku versus Ikkaku!"                      | 10 mei 2011          |                    |

## Speciale afleveringen
| OVA# | Naam                                                         |
| ---- | ------------------------------------------------------------ |
| 1    | "BLEACH Jumping Festa 2004 Anime Tour: Memories in the Rain" |
| 2    | "BLEACH Jump Festa 2005 Anime Tour: The Sealed Sword Frenzy" |

## Notities
- Aflevering 52 en 53 zijn samen uitgezonden.
- Aflevering 63 duurt een uur.
- Aflevering 68 en 69 zijn samen uitgezonden.
- Aflevering 73 en 74 zijn samen uitgezonden.
- Aflevering 75 en 76 zijn samen uitgezonden.
- Vanwege het Wereldkampioenschap voetbal 2006 zijn afleveringen 84 en 85 samen uitgezonden.
- Aflevering worden elke week op dinsdag uitgezonden in Japan, en staan dinsdag tegen het eind van de middag op het net met Engelse ondertitels.